# مل بروکس
مل بروکس (به انگلیسی: Mel Brooks) (زاده ۲۸ ژوئن ۱۹۲۶) کارگردان، بازیگر کمدی، نویسنده و تهیه‌کننده آمریکایی برنده جایزه اسکار است. او به خاطر نوشتن فیلم‌نامه تهیه‌کنندگان (ساخته خودش، ۱۹۶۸) جایزه اسکار بهترین فیلم‌نامه غیراقتباسی را به‌دست آورد.وی همچنین در سال ۲۰۲۴ برنده یک اسکار افتخاری نیز شده است.

## فیلم‌شناسی

### کارگردان و نویسنده
- تهیه‌کنندگان (۱۹۶۸) (برنده جایزه اسکار بهترین فیلم‌نامه غیراقتباسی)
- دوازده صندلی (۱۹۷۰) (همچنین بازیگر)
- زین‌های شعله‌ور (۱۹۷۴) (همچنین بازیگر)
- فرانکنشتاین جوان (۱۹۷۴)
- اضطراب بالا (۱۹۷۷)
- فیلم صامت (۱۹۷۶) (همچنین بازیگر)
- ترس از ارتفاع (۱۹۷۷) (همچنین بازیگر)
- تاریخ جهان، قسمت ۱ (۱۹۸۱) (همچنین بازیگر/تهیه‌کننده)
- توپ‌های فضایی (۱۹۸۷) (همچنین بازیگر/تهیه‌کننده)
- بوی گند زندگی (۱۹۹۱) (همچنین بازیگر/تهیه‌کننده)
- رابین هود: مردانی در لباس چسبان (۱۹۹۳) (همچنین بازیگر/تهیه‌کننده)
- سکوت ژامبون‌ها (۱۹۹۴)
- دراکولا: مرده و دوستدار آن (۱۹۹۵) (همچنین بازیگر/تهیه‌کننده)